# Huracà Baker (1950)
Huracà Baker va ser un gran huracà que afectà les Illes de Sotavent, Grans Antilles, i a la costa del Golf dels Estats Units. El cicló tropical va ser el segon huracà més intens, el segon huracà, i la segona tempesta tropical de la temporada d'huracans de l'Atlàntic de 1950. Huracà Baker xifrà la seva velocitat cim als 195 km/h prop de les Illes de Sotavent, travessat illa d'Antigua, i es debilità en una depressió tropical al sud-oest de Puerto Rico. S'intensificà al sud de Cuba, enfortint-se fins a un potent huracà de Categoria 2 en el Golf de Mèxic, i colpejà els Estats Units prop de Gulf Shores, Alabama, amb vents de 140 km/h. L'huracà Baker provocava danys generalitzats a les Petites Antilles i Cuba, però el seu impacte va ser mínim als Estats Units.